# Antinephele maculifera
Antinephele marcida là một loài bướm đêm thuộc họ Sphingidae. Nó được miêu tả bởi Holland năm 1893, và is found from forests from Cameroon to Uganda và miền tây Kenya.
Chiều dài cánh trước là 23–26 mm. Phía dưới của cánh trước có màu nền xanh lá cây hơi nâu.